# Wasserpuppentheater

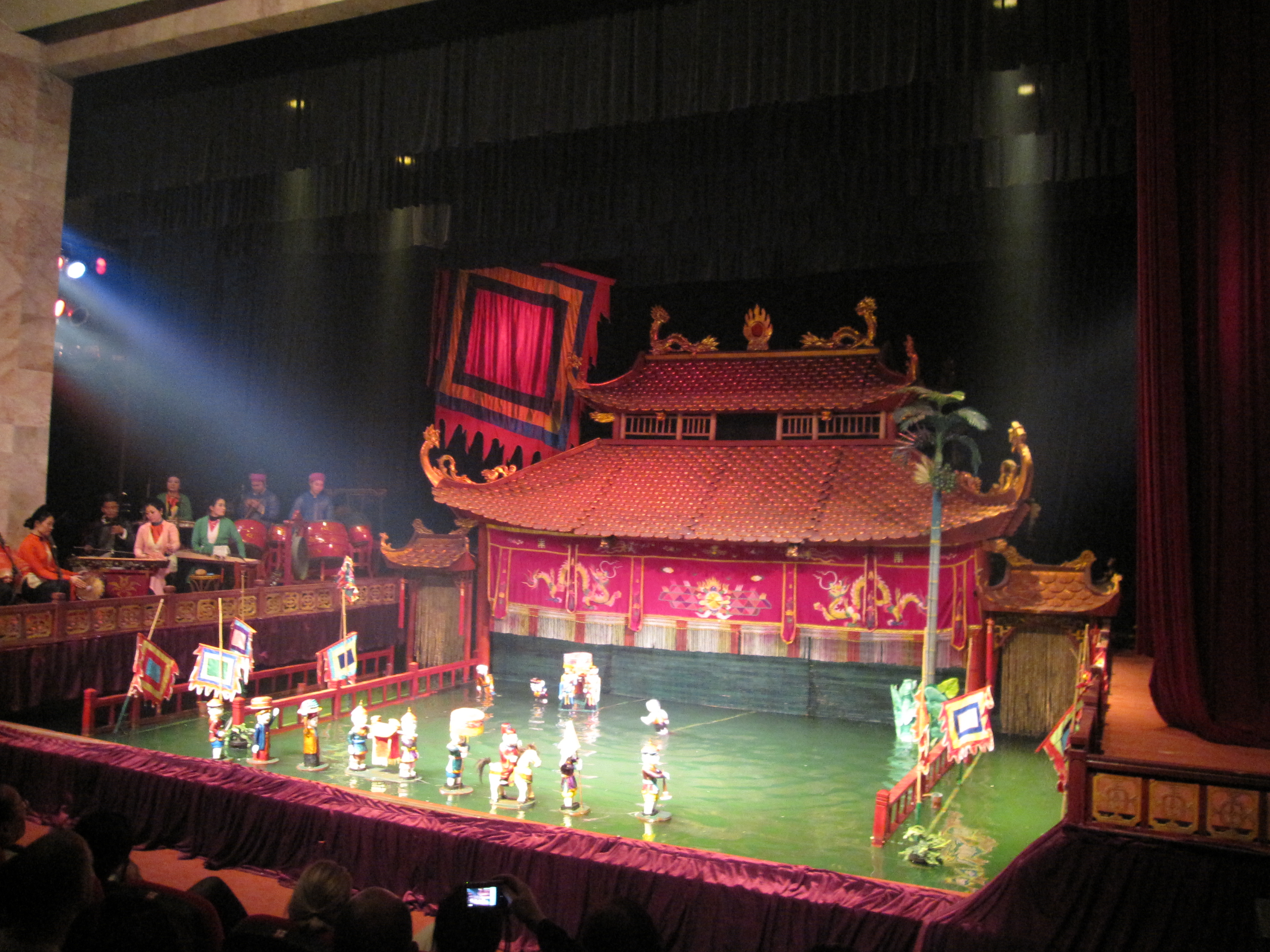
Wasserpuppentheater Thang Long in Hanoi, Blick vom Zuschauerraum auf das Becken

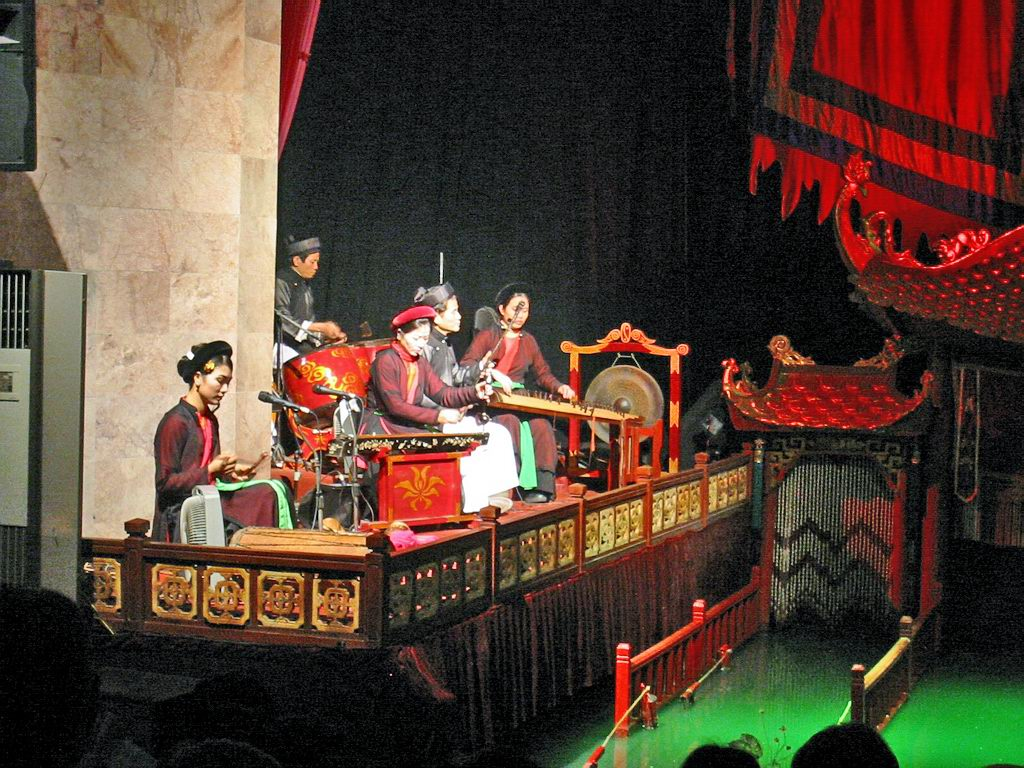
Das Orchester begleitet die Vorstellung mit Gesang

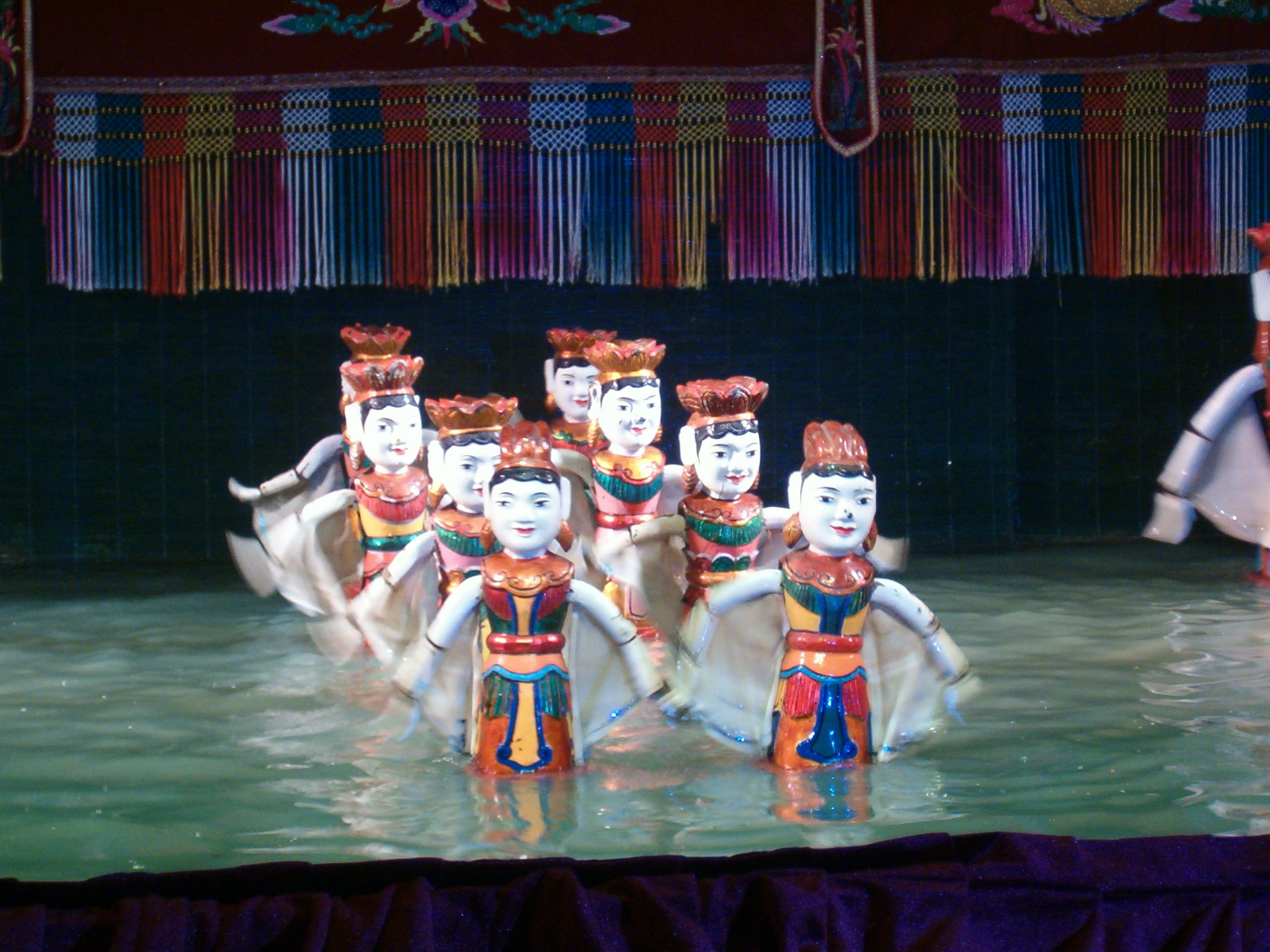
Tanz der Wasserfeen

Das Wasserpuppentheater (Múa Rối Nước) gibt es nur in Vietnam. Seine Ursprünge sind unklar, aber wahrscheinlich war es schon im 11. Jahrhundert ein fester Bestandteil im kulturellen Leben des Landes. Diese Kunstform wurde streng geheim gehalten und nur innerhalb einer Familie von den Alten an die Jungen weitergegeben. In den 1980er Jahren war sie fast ausgestorben, als eine französische Organisation mit neuen Puppen und einer neuen Bühne diese Tradition wieder zum Leben erweckte. Die Ensembles haben bereits mehrmals erfolgreich im Ausland gastiert, und man kann in Hanoi und Ho-Chi-Minh-Stadt den Aufführungen beiwohnen.
Die Zuschauer werden musikalisch von einem kleinen Orchester (einschließlich eines Monochords, vietnamesisch: Đàn bầu) begrüßt, das die ganze Aufführung begleitet. Außerdem leihen die Orchestermitglieder den Puppen ihre Stimmen. Das Orchester sitzt üblicherweise neben der Bühne, die aus einem Wasserbecken besteht. Ursprünglich war dieses Wasserbecken der Dorfteich oder ein See. In dem Becken stehen hinter einem Vorhang aus geflochtenem Bambus die Akteure, die die auf 3 bis 4 m langen Stangen montierten Wasserpuppen handhaben. Die Stangen befinden sich unterhalb, die Puppen oberhalb der Wasseroberfläche. Die 30 cm bis 1 m großen und 1 bis 5 kg schweren Figuren werden aus dem weichen und leichten Holz des verbreiteten Feigenbaumes geschnitzt. Sie sind mit Harzen und Lacken wasserfest überzogen, was auch gegen Holzwürmer helfen soll. Die beweglichen Gliedmaßen oder sonstige bewegliche Komponenten werden durch Seilzüge gesteuert.
Dargestellt werden häufig Szenen aus dem Landleben wie etwa Fischfang, ein Flötenspieler auf einem Büffel oder ein rauchender Bauer. Außerdem sind mystische Tänze von Löwen und feuerspeienden Drachen zu sehen sowie die vier heiligen Tiere: Phönix, kỳ lân (Qilin, das chinesische Einhorn), Long (der chinesische Drache) und Schildkröte. Ein beliebtes Motiv ist auch die Legende des zurückgegebenen Schwertes, in der dem König Le Loi, der im 15. Jh. die Chinesen aus Vietnam vertrieb, das ihm von den Göttern überlassene Schwert bei einer Bootsfahrt auf dem Hoan-Kiem-See von einer goldenen Schildkröte entrissen wird, um es den Göttern zurückzubringen.
Im Thăng Long Water Puppet Theatre in Hanoi kosten die Eintrittskarten 100.000 bis 200.000 đ (ca. 3,80 bis 7,60 €), Stand 06.2019. Vor dem Vorführungsraum liegen kostenlose Programme in verschiedenen Sprachen aus. Auch die Ankündigungen erfolgen außer in Vietnamesisch in Englisch und Französisch.
Mit ihrem Bestsellerroman Sungs Laden von 2015 hat die Schriftstellerin Karin Kalisa das vietnamesische Wasserpuppentheater in Deutschland einem größeren Leserkreis bekannt gemacht.